# Finnairin Palloilijat
Il Finnairin Palloilijat, noto come FinnPa, fu una società calcistica finlandese con sede a Helsinki, attiva dal 1965 al 1998. Era sponsorizzata dalla compagnia aerea Finnair. 
La squadra ha partecipato sei volte alla Veikkausliiga, il massimo livello del campionato finlandese di calcio. 
Ha preso parte alla Coppa UEFA 1998-1999, venendo eliminata nel turno preliminare. 
Al termine della stagione 1998 retrocesse e nel 2001 venne sciolta.

## Storia
La società fu fondata come Aeron Pallo nel 1965 da un gruppo di dipendenti della Aero, la compagnia di bandiera finlandese. Nel 1968 la denominazione societaria fu cambiata in Finnairin Palloilijat (FinnPa) a seguito del cambio di denominazione della compagnia aerea in Finnair. Nel 1977 il FinnPa disputò il suo primo campionato in seconda serie, ma subito retrocesse. Tra il 1981 e il 1988 partecipò ininterrottamente alla seconda serie. Dopo la retrocessione in terza serie il FinnPa risalì di categoria nel giro di due anni, arrivando a disputare lo spareggio promozione in Veikkausliiga per due anni consecutivi: nel 1991 subì una doppia sconfitta dall'OTP, mentre nel 1992 superò l'FC Oulu venendo così promosso in Veikkausliiga per la prima volta.
La prima stagione in Veikkausliiga si concluse con il quinto posto nella serie finale, dopo che aveva concluso la stagione regolare al quarto posto. Nelle due stagioni successivi il FinnPa si classificò al decimo e all'ottavo posto, rispettivamente. Nel 1996 il FinnPa tornò nella parte alta della classifica: dopo un brutto inizio mise insieme quindici risultati utili consecutivi, risalendo dal penultimo posto ai vertici della classifica, e concludendo sia la stagione regolare sia la serie finale al quarto posto. Nel 1997 il FinnPa ottenne il suo miglior risultato in campionato, avendo conquistato il terzo posto, che gli consentì di partecipare alla Coppa UEFA nell'edizione 1998-1999, competizione dalla quale fu eliminato nel turno preliminare dagli israeliani dell'Hapoel Tel Aviv. Nella stagione 1998 il FinnPa non confermò le attese della vigilia e concluse il campionato al nono posto, retrocedendo in Ykkönen.
Nel 2000 il nuovo proprietario, Harry Harkimo, cambiò il nome della squadra in FC Jokrut, trasformandola nella squadra riserva dell'FC Jokerit. Al termine della stagione 2001 la società venne sciolta, dopo che lo Jokerit venne retrocesso in Ykkönen.

## Palmarès

### Competizioni nazionali
- Kakkonen: 3

1976, 1980, 1990

### Altri piazzamenti
- Campionato finlandese:

Terzo posto: 1997
- Suomen Cup:

Semifinalista: 1998
- UEFA Fair Play ranking: 1

1997-1998

## Statistiche

### Risultati nelle coppe europee
| Stagione  | Competizione | Turno             | Nazione            | Avversario      | Andata | Ritorno | Totale |
| --------- | ------------ | ----------------- | ------------------ | --------------- | ------ | ------- | ------ |
| 1998-1999 | Coppa UEFA   | Turno preliminare | Israele (bandiera) | Hapoel Tel Aviv | 1-3    | 1-3     | 2-6    |